# Kobleve, Mîkolaiiv
Kobleve (în ucraineană Коблеве) este localitatea de reședință a comunei Kobleve din raionul Mîkolaiiv, regiunea Mîkolaiiv, Ucraina.

## Demografie
Componența lingvistică a localității Kobleve
     Ucraineană (73,42%)
     Rusă (19,75%)
     Română (3,52%)
     Alte limbi (0,29%)
Conform recensământului din 2001, majoritatea populației localității Kobleve era vorbitoare de ucraineană (73,42%), existând în minoritate și vorbitori de rusă (19,75%), română (3,52%) și armeană (2,31%).